# Dakṣiṇa
Dakṣiṇa (sanscrito: दक्षिण, dakṣiṇa) significa "sud, meridionale", ma si riferisce anche a un concetto tantrico della Via della Mano Destra, nonché a un concetto vedico di donazione o pagamento per i servizi di un sacerdote, guida spirituale o maestro.

## Etimologia e descrizione
Come concetto vedico, la donazione originariamente consisteva di una mucca (secondo Kātyāyana Śrautasūtra 15, Lāṭyāyana Śrautasūtra 8.1.2). Il termine stesso è derivato da questa pratica del Rigveda, il femminile dakṣiṇā essendo un termine per una mucca in grado di figliare e di dare latte (una mucca prolifica, una mucca da latte).
Dakṣiṇa è personificata come una dea insieme a Brhaspati, Indra e Soma in RV 1.18.5 e in RV 10.103.8, ed è ritenuta l'autrice di RV 10.107 secondo gli Anukramaṇī.
Nella letteratura posteriore, nel Manusmṛti e nel Rāmāyaṇa, il termine dakṣiṇa acquista un significato più generale equivalente a "grazie" o "un dono".

## Gurudakṣiṇa
Gurudakṣiṇa si riferisce alla tradizione di ripagare il proprio maestro o guru dopo un periodo di studio o al completamento dell'istruzione formale o la propria guida spirituale. Questa tradizione esprime il riconoscimento, il rispetto e il ringraziamento. È una forma di reciprocità e di scambio tra studente e maestro. Il pagamento non è esclusivamente monetario e può essere un compito speciale che il maestro vuole che lo studente compia.

## Dakṣiṇa nell'epica indiana
C'è una storia simbolica nel poema epico indiano Mahābhārata che discute il gurudakṣiṇa corretto e scorretto, seguendo un personaggio di nome Ekalavya. Questa storia socio-mitologica si riferisce alla passione di un ragazzo tribale per imparare e dominare l'arte del tiro con l'arco.
Ekalavya, bramoso di apprendere l'arte del tiro con l'arco, si rivolge a Dronacharya, il miglior arciere del paese. Drona chiede a Ekalavya perché voglia apprendere l'arte dell'arco ed Ekalavya risponde che vuole proteggere e salvare gli animali indifesi come i cervi e i cerbiatti dalle volpi crudeli. Drona è commosso dalla nobile causa e dalla sua mancanza di competitività, ma rifiuta di insegnare ad Ekalavya affermando di essere troppo occupato per poter prendere studenti, ma in realtà non vuole insegnare a uno studente di una famiglia non di guerrieri e vuole evitare di creare un concorrente per Arjuna. Demoralizzato, ma non disposto ad arrendersi, Ekalavya ritorna nella foresta e costruisce una statua di Drona per ispirarsi e poi si istruisce da solo nell'arte del tiro con l'arco; con la pratica, nel corso del tempo, Ekalavya diventa l'arciere più abile del paese. Anni dopo, in una foresta, Drona e i suoi studenti assistono ad una prodezza nel tiro con l'arco che nessuno degli studenti regolari di Drona conosceva, sbalordendo tutti: rintracciano l'autore e scoprono che la prodezza è un'impresa di Ekalavya. Drona si rivolge allora ad Ekalavya e gli chiede chi gli abbia insegnato il tiro con l'arco. Ekalavya gli risponde: "Tu, Drona, attraverso la tua statua". Drona chiede allora ad Ekalavya se gli avrebbe pagato il gurudakṣiṇa ed Ekalavya gli risponde di sì. Drona domanda il pollice destro di Ekalavya, al che questi se lo taglia immediatamente e lo offre a Drona. Questo atto di dakṣiṇa rese Ekalavya menomato.
La storia, come molte altre nel Mahābhārata, è una parabola dal finale aperto sull'educazione, sulla motivazione personale ad apprendere e su ciò che è un dakṣiṇa corretto e scorretto. Nel poema epico Mahābhārata, dopo l'evento del pollice destro come gurudakṣiṇa, Drona è tormentato e si chiede se pretendere il pollice di Ekalavya sia stato corretto, Ekalavya riesce a dominare di nuovo l'arte del tiro con l'arco con sole quattro dita della mano destra, e della mano sinistra, diventando così un formidabile guerriero, viene accettato come re e spiega ai suoi figli che l'educazione è per tutti e che nessuno può chiudere le porte dell'educazione a nessun essere umano.